# برایانت پارک
برایانت پارک یک پارک شهری با مساحت ۳۸٬۸۶۰ متر مربع واقع در منهتن شهر نیویورک است که توسط بخش خصوصی اداره می‌شود. این پارک در بین خیابانهای پنجم و ششم و کوچه‌های ۴۰ و ۴۲ و در منطقهٔ میدتاون منهتن قرار گرفته‌است. با وجود آنکه شعبه اصلی کتابخانه عمومی نیویورک در این پارک قرار گرفته‌است و به‌طور مؤثری مرز شرقی این پارک را شکل داده‌است اما ورودی اصلی این پارک در خیابان ششم است. هرچند که این پارک بخشی از اداره بوستان‌ها و تفریح شهر نیویورک است اما توسط بخش خصوصی غیرانتفاعی به نام شرکت برایانت پارک اداره می‌شود. از این پارک به عنوان یک مدل موفق مشارکت بخش خصوصی و عمومی یاد می‌شود. این پارک در سال ۱۹۸۸ میلادی توسط سازمان معماری منظر هانا الین ال تی دی (OLIN) و شرکت معماری هاردی هولزمن پفییرف طراحی مجدد شد.